# ذا مانجر (برنامج)
ذا مانيجر بالعربية The Manager بالإنجليزية هو برنامج مسابقات على طريقة تلفزيون الواقع لاختيار أفضل مدير أعمال فني قدمته الإعلامية فرح بن رجب عام 2008 على شاشة روتانا موسيقى الذي شهد عودة فرح إلى روتانا بعد الإستغناء عنها عام 2003.

## فكرة البرنامج
أفضل مدير أعمال في الشرق الأوسط فنانه غير معروفه و20 متسابق من ضمنهم 4 مديرين أعمال من الشباب الموهوب يتصارعون لجعلها نجمه بشتى المقاييس قوم على تخريج مدير أعمال للفنانين. وذلك من خلال يوميات يحضر فيها المشتركون مع فريق عملهم للـبث المباشر كل نهار أحد. يتضمن البرنامج 4 مدراء أعمال وهم بندر الدوسري من السعودية، عزة قحبيش من تونس، طارق الكيك من لبنان، وإبراهيم سواحل من مصر. ولكل واحد فريق عمل يتألف من أعضاء ذات مهمات محددة، يساعده في إدارة عمل وإنجاح موهبة البرنامج " إليان محفوظ. وفي كل "برايم" تظهر إليان في أربعة لوحات استعراضية من أربعة وجهات نظر مختلفة تجسد خطة عمل كل مدير والخط الذي رسمه لإليان.
خلال الأسبوع يقوم الجمهور بالتصويت لمدير أعماله المفضل، وخلال الـ"Live" يُكشف عن صاحب نسبة الأصوات الأعلى فيكون محمي.
بينما المدراء الباقون يخضعون أولا لاختيار إليان للمدير الفضل عندها للأسبوع، ثم تختار لجنة الحكم الأفضل بين المشتركين الباقيين. المشترك الأخير أي الخاسر يضطر إلى التخلي عن أحد أعضاء فريقه.
يتضمن البرنامج 9 حلقات مباشرة على الهواء، إلى أن يفوز مدير أعمال واحد يختاره الجمهور. وسيحظى الرابح بفرصة العمل مع شركة روتانا للصوتيات والمرئيات بوظيفة مدير أعمال. البرنامج تقديم فرح بن رجب إخراج باسم كريستو إنتاج شركة إندمول واليوميات تقديم شابة تدعى ميا سعيد 

## المتسابقون
1. عهود  الكويت
2. بندر السعودية
3. بدر  الإمارات العربية المتحدة
4. إسماعيل  المغرب
5. ياسين  المغرب
6. روى  لبنان
7. طارق الكيك  لبنان حاصد اللقب [4]
8. جيزيل  لبنان
9. أحمد  لبنان
10. حبيب  لبنان
11. فخر  لبنان
12. مايكل  مصر
13. كريم  مصر
14. عمرو  مصر
15. كريستين  مصر
16. إبراهيم  مصر
17. ياسمين  تونس
18. أنسية  تونس
19. معتز  تونس
20. عزة  تونس
21. قيس  الجزائر

## لجنة التحكيم
تتألف لجنة حكمه من المخرج سيمون أسمر ومدير الشؤون الفنية في روتانا –لبنان طوني سمعان (ثابتان)، وفنان يكون ضيف البرنامج يتغيّر مع كل حلقة.

## الضيوف
- أنغام
- نوال الزغبي [5]
- يارا
- مروان خوري
- هيفاء وهبي
- عاصي الحلاني
- أحلام الشامسي [6][7]
- نانسي عجرم